# Rivaz (Vaud)
Rivaz é uma comuna da Suíça, situada no distrito do Lavaux-Oron, no cantão de Vaud. Tem 0,32 km² de área e sua população em 2018 foi estimada em 358 habitantes.